# Bommalapura, Krishnarajpet
Bommalapura là một làng thuộc tehsil Krishnarajpet, huyện Mandya, bang Karnataka, Ấn Độ.